# حركة الإيمان الألماني

حركة الإيمان الألماني (بالألمانية: Deutsche Glaubensbewegung) كانت حركة دينية في ألمانيا النازية، مُرتبطة بشدة بأستاذ جامعة توبنغن يعقوب فلهلم هاور (بالألمانية: Jakob Wilhelm Hauer). سعت الحركة لتحويل ألمانيا من المسيحية إلى دين قائم على الوثنية الجرمانية القديمة والأفكار النازية.
 جمعت هذه الحركة عددا من التيارات المختلفة -وأحيانا المتناقضة- فكان من أعضائها من يؤمن بصيغة منتقاة من المسيحية، ومنهم من يناوئ لا المسيحية فحسب وإنما كل نوع من الدين أو الإيمان بإله.

## التاريخ
كانت شعائر الحركة تشمل المواعظ والموسيقى الألمانية التقليدية وأناشيد سياسية.
في سنة 1936 وفي مقاله فوطان (بالإنجليزية: Wotan)‏ يتحدث عالم النفس السويسري كارل يونغ عن الاستحواذ (بالألمانية: Ergriffenheit) والذي يمكن وصفه بالعربية بأنه (حالة كون الفرد مملوكا أو مستلبا)، ويصف يونغ ألمانيا بأنها «مصابة... متدحرجة نحو الهلاك». مع ذلك يرى يونغ حركة الإيمان الألماني ك«أناس محترمون ذوو نية صالحة، اعترفوا بصدق بكونهم مستحوذا عليهم Ergriffenheit ويحاولون الوصول إلى تفاهم مع هذه الحقيقة الجديدة الغير قابلة للإنكار» ويمتدح كتاب هاور «العقيدة الألمانية» (بالألمانية: Deutsche Gottschau) بأنه محاولة «لبناء معبر بين القوى المظلمة للحياة والعالم المنير للأفكار التاريخية».
ضمت الحركة 200,000 تابع في أوجها (أقل من 0.3% من السكان). بعد حصول النازيين على السلطة، حصلت الحركة على التسامح المدني civil tolerance من رودلف هس، ولكن لم تحصل أبدا على معاملة مميزة من الدولة النازية التي ناضل من أجلها هاور.

### تطور الحركة
تطوير حركة الإيمان الألماني تمثل في أربع نقاط أساسية:
- نشر أيديولوجية الدم والطين (بالإنجليزية: blood and soil)‏.
- استبدال المناسبات المسيحية بنظائر وثنية؛ وفضلوا من الآلهة الشمس، كما يلاحظ من علمهم.
- رفض الأخلاق المسيحية.
- تقديس شخص هتلر.

وقد ظلت حركات مشابهة نشطة في ألمانيا منذ 1945 بعيداً عن التيار العام للهياكل التعليمية والاجتماعية.